# 李懋极
李懋极，河南荣泽（今河南郑州）人，是一名清朝政治人物。举人出身。
李懋极曾于1773年接替张履观任嘉定县知县一职，1775年由林培远接任。